# Durendal

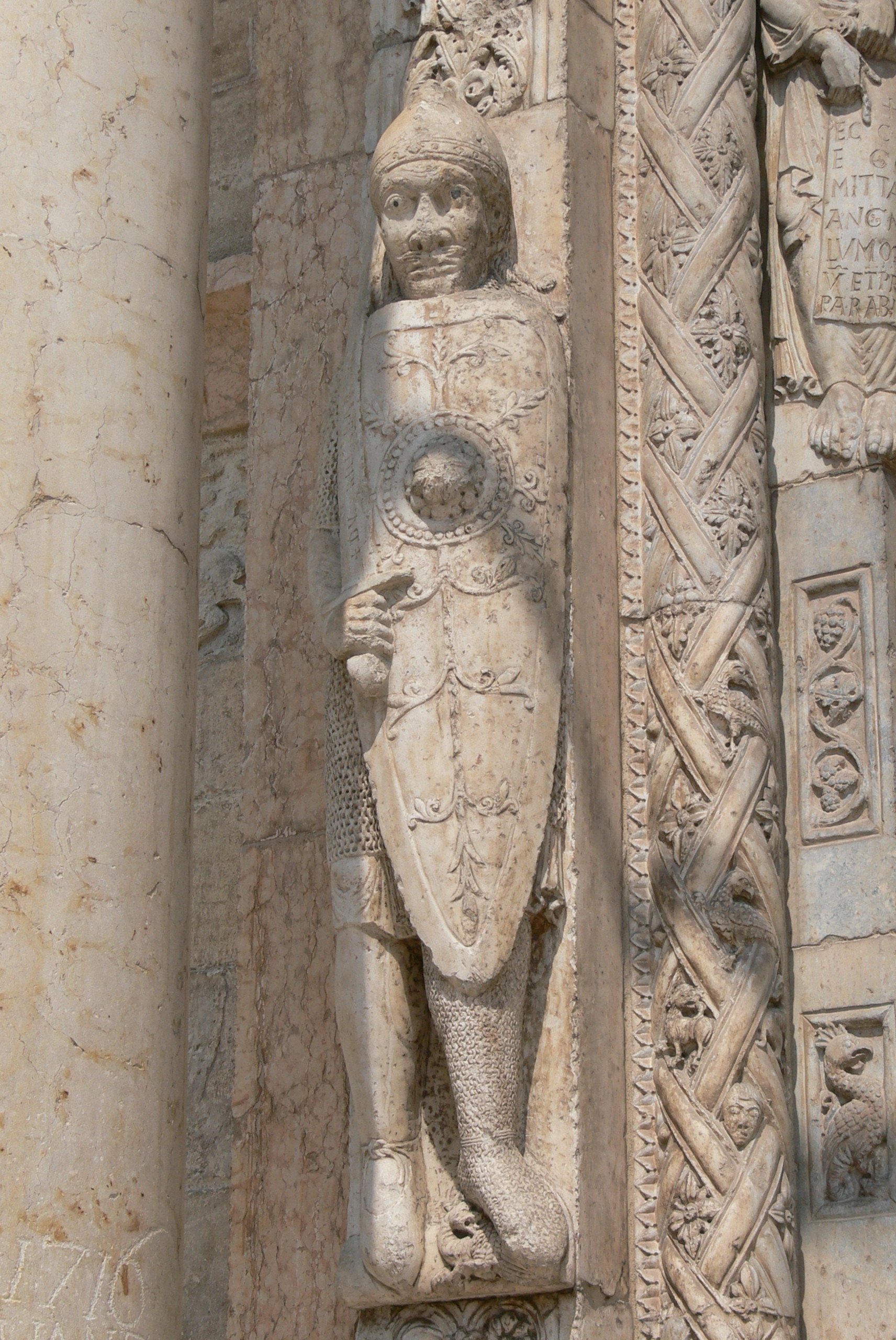
Roland als Wächterfigur am Dom von Verona (1139). Das Schwert trägt die Inschrift DV RIN DAR DA.

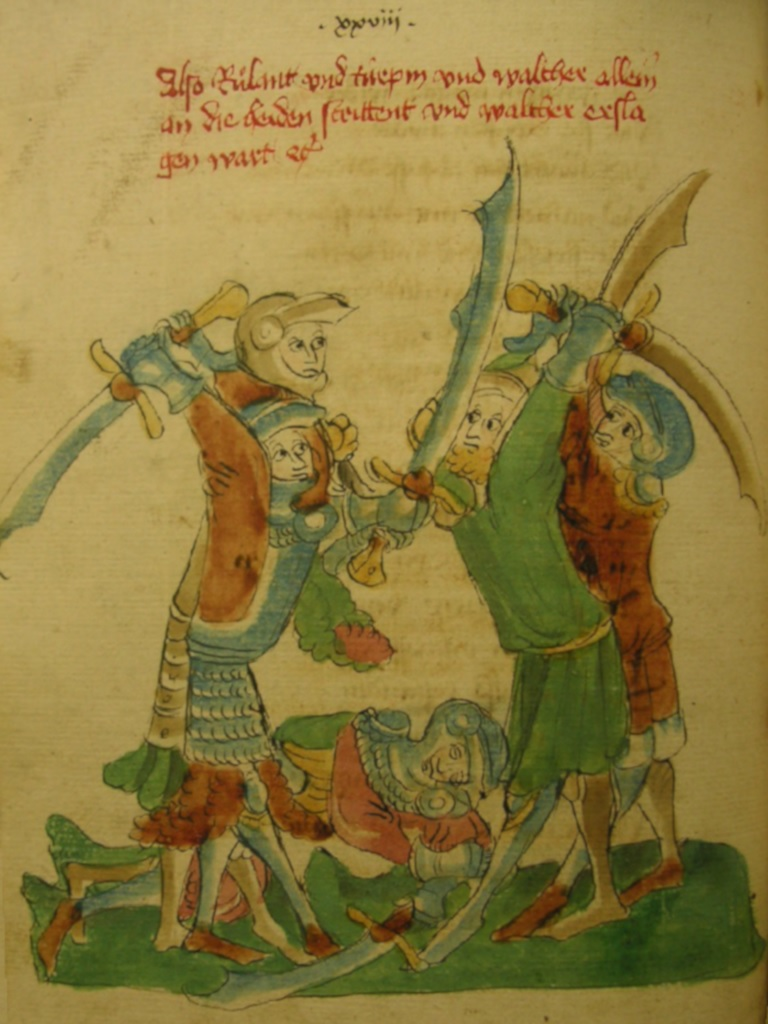
Turpin, Walther und Roland mit Durendal im Kampf gegen die Heiden in der Schlacht von Roncesvalles (Darstellung aus dem 15. Jahrhundert)

Durendal (deutsch Durandart(e), italienisch Durindana) ist der Name des wundertätigen Schwertes von Roland.
Es ist vor allem aus dem altfranzösischen Rolandslied bekannt, wird aber auch im Chanson d’Aspremont und im Epos Mainet über die Jugend Karls des Großen (12. Jahrhundert) erwähnt.

## Geschichte des Schwertes
Durendal wurde von Wieland (altfranz. Guallant) geschmiedet.

### Rolandslied
Karl dem Großen wird von einem Engel ein Schwert übergeben, das der tapferste Gefolgsmann im Kampf gegen die Heiden tragen solle. Das Heft des Schwertes enthält einen Zahn des Apostels Petrus, Blut des Heiligen Basilius, ein Haar des Heiligen Dionysius sowie ein Stück vom Gewand der Jungfrau Maria. Dieses Schwert überreicht Karl seinem Paladin Roland.
Um es in der verlorenen Schlacht von Roncesvalles vor den Sarazenen zu bewahren, versucht Roland, das Schwert an einem Felsen zu zerstören, nachdem er zuvor die Rolandsbresche in den Pyrenäen geschlagen hatte. Angesichts der Niederlage gegen die Mauren stürzt sich Roland in sein Schwert oder legt sich darauf.

### Chanson d’Aspremont
Durendal ist hier das Schwert von Aumon, dem Sohn des Emirs Agolant, des Herrschers von ganz Asien und Afrika. In einer Schlacht zwischen Karl und Aumon erschlägt Roland letzteren und wird darauf von Karl zum Ritter geschlagen. Er erbeutet Aumons Schwert, sein Pferd und sein Horn. Aumons Klinge Durendals ist so scharf, dass ihr keine Rüstung widerstehen kann, außer der Helm von Karl mit seinem geweihten Juwel, und sie soll ganz Frankreich erobern.

## Etymologie
Die Etymologie des Namens Durendal ist umstritten.
- Gustav Adolf Beckmann[4] nennt neun verschiedene Deutungen.
- Edwin B. Place will Durendal von Bretonisch diren dall „verstumpfende Klinge“[5] oder „blendende Klinge“ ableiten und verweist darauf, dass Roland bei Eginhard Brittanici limitis praefect war, und mithin auch ein Schwert mit bretonischem Namen gehabt haben könnte.[6]

## Nachleben

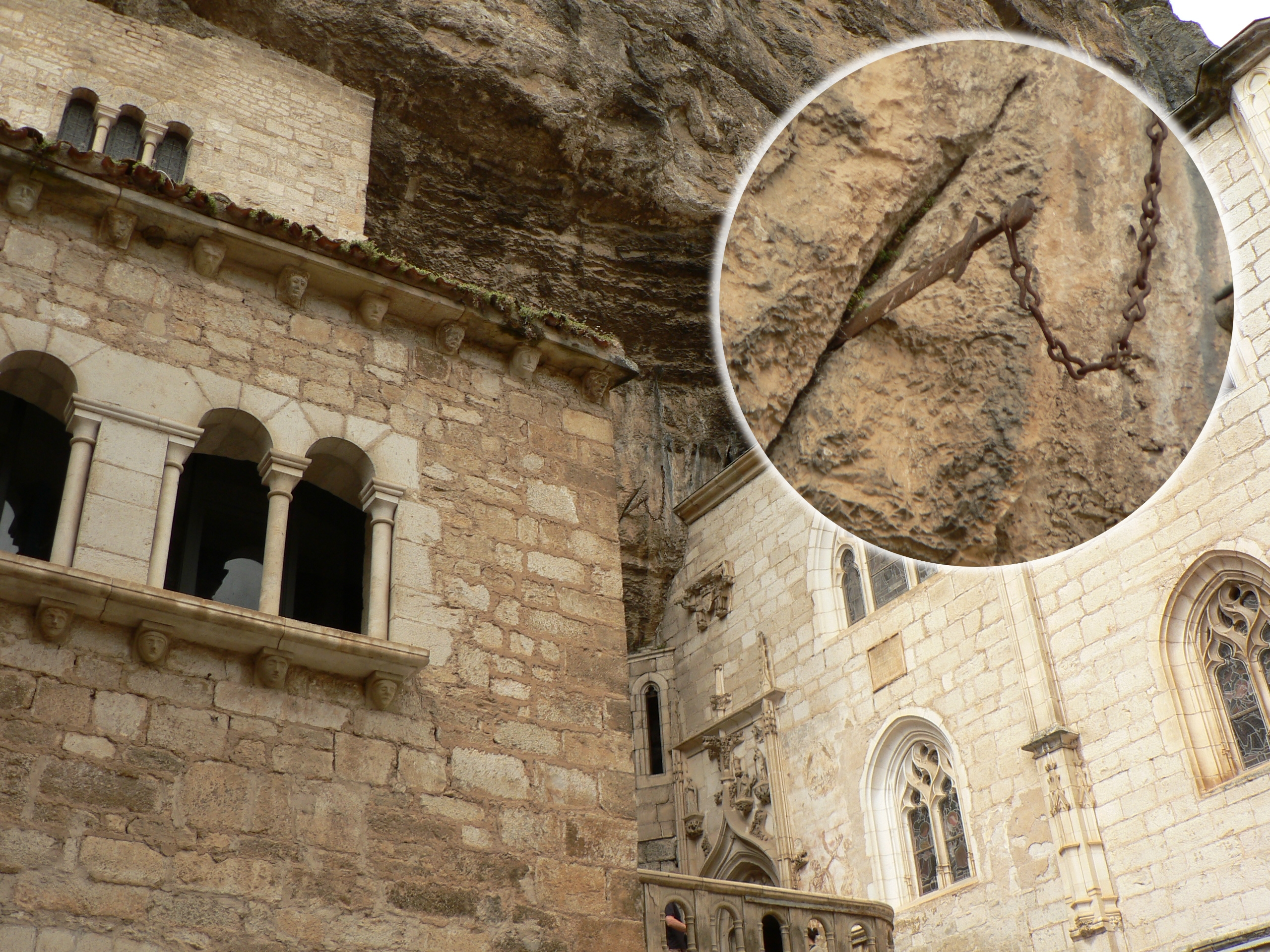
Das angebliche Schwert Durendal im Fels von Rocamadour

In Sébastien Garniers Henriade erhält der französische König Henri IV. Durendal und zieht damit in den Krieg gegen die Spanier.
In Rocamadour wird erzählt, dass Roland die Waffe weggeschleudert habe. Sie sei im Felsen von Rocamadour stecken geblieben, wo sie über 1.300 Jahre lang besichtigt werden konnte. 2011 wurde dieses Schwert im Museum Cluny ausgestellt. Im Juli 2024 wurde berichtet, dass das Schwert aus dem Felsen verschwunden und möglicherweise gestohlen worden sei.
Im August 2025 kann an der ursprünglichen Stelle wieder ein Schwert besichtigt werden.